# Pseudocephalus monstrosus
Pseudocephalus monstrosus är en skalbaggsart som först beskrevs av Blanchard 1851.  Pseudocephalus monstrosus ingår i släktet Pseudocephalus och familjen långhorningar. Inga underarter finns listade i Catalogue of Life.